# Ikarus 411T
Ikarus 411T — 11-метровый низкопольный троллейбус венгерской фирмы Ikarus на базе Ikarus 411. Выпущен в 1994 году в единственном экземпляре.

## Описание
Троллейбус Ikarus 411T являлся предшественником Ikarus 412T. Его кузов был разработан компанией Ikarus, а электрооборудование изготовлено компаниями Kiepe и Obus. Был выпущен только 1 экземпляр Ikarus 411T. Он был введён в эксплуатацию в Будапеште с регистрационным номером 400. Прозвище троллейбуса — «Panna». Троллейбус обслуживал маршрут 74A в Будапеште.

## История
В начале 1990-х годов, с появлением низкопольных транспортных средств, потребности операторов изменились: они хотели покупать доступные автобусы и троллейбусы, поэтому «Икарус» принял решение производить доступные транспортные средства. Первый низкопольный троллейбус на заводе был построен в 1994 году в сотрудничестве с компаниями Obus и Kiepe.
Через год троллейбус Ikarus 411T был представлен как в Венгрии, так и за рубежом (в Ганновере). Впоследствии, с 1995 по 1997 год, транспортное средство курсировало на троллейбусных маршрутах Будапешта в качестве тестового транспортного средства, первоначально без пассажиров. С 1997 по 1998 год презентация троллейбуса проходила в Румынии, где он объехал все троллейбусные сети страны и в течение нескольких дней перевозил пассажиров в каждом городе.
В 1998 году троллейбус Ikarus 411T был передан в Сегед, однако его эксплуатация была отложена на долгое время из-за электронного сбоя. С февраля 2001 года транспортное средство вновь начало свою работу в Будапеште.
В январе 2003 года Ikarus 411T был передан немецкой компании BKV ввиду штрафа, накопившегося из-за задержки поставки автобусов Ikarus 412, а в феврале того же года троллейбус был перекрашен в красный цвет парка. В 2019 году троллейбус был отстранён от эксплуатации на неопределённый срок из-за ремонта. Позже троллейбус был перекрашен в яркие светло-зелёные и оранжевые цвета.